# Anguerny
Anguerny is een plaats en voormalige gemeente in het Franse departement Calvados in regio Normandië en telt 791 inwoners (2005). De plaats maakt deel uit van het arrondissement Caen.

## Geschiedenis
De gemeente maakte deel uit van het kanton Creully tot dat op 22 maart 2015 werd opgeheven. Anguerny werd hierop opgenomen in het op die dag gevormde kanton Courseulles-sur-Mer, net als de gemeente Colomby-sur-Thaon waarmee de gemeente op 1 januari 2016 fuseerde tot de commune nouvelle Colomby-Anguerny. Anguerny werd de hoofdplaats.

## Geografie
De oppervlakte van Anguerny bedraagt 2,8 km², de bevolkingsdichtheid is 282,5 inwoners per km².
De onderstaande kaart toont de ligging van Anguerny met de belangrijkste infrastructuur en aangrenzende gemeenten.

## Demografie
Onderstaande figuur toont het verloop van het inwonertal (bron: INSEE-tellingen).

Vanwege een beveiligingsprobleem met de MediaWiki Graph-software is het momenteel niet mogelijk deze grafiek weer te geven. Zodra de software is bijgewerkt zal de grafiek vanzelf weer zichtbaar worden.